# 克里斯托弗·德鲁里
克里斯托弗·德鲁里（英語：Christopher Drury，1952年6月22日—），英国男子赛艇运动员。他曾代表英国参加世界赛艇锦标赛，获得二枚金牌和二枚银牌，均来自轻量级项目。